# Mister Universo 2008
El primer certamen de Mister Universo, correspondiente al año 2008, se celebró el 12 de marzo, en el lujoso Teatro la fiesta del Hotel Jaragua, en Santo Domingo, República Dominicana, 21 delegados de diferentes países del mundo compitieron por el título, y el bombero y diplomado en enfermería español Iván Cabrera Trigo logró la hazaña de convertirse en el primer Mister Universo de la historia.
| Fecha          | 12 de marzo de 2008 |
| Sede           | Teatro La Fiesta del Hotel Jaragua, Santo Domingo, República Dominicana |
| Candidatos     | 21 |

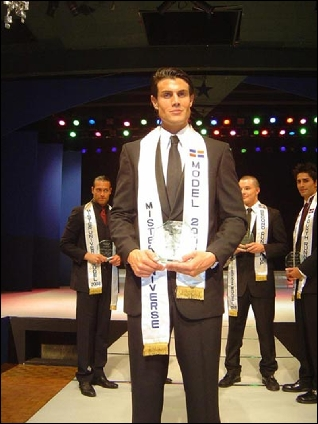
Iván Cabrera Trigo, Desfilando como el primer Mister Universo.

| Debuts         | Alemania, Bonaire, Brasil, Colombia, Costa Rica, República Dominicana, Ecuador, España, Estados Unidos, Francia, Guatemala, Honduras, India, Isla Margarita, Isla San Andrés, Isla Saona, Italia, México, Panamá, Taiwán, Venezuela. |
| Ganador        | Iván Cabrera Trigo |
| Representación | España |

## Historia
Mister Universo 2008 es la primera edición del certamen internacional que se dice busca a "El hombre más bello del mundo", se celebró en el lujoso Teatro la fiesta del hotel Jaragua en Santo Domingo, República Dominicana, en donde 21 delegados de diferentes partes del universo se dieron cita en un solo escenario, la gala final se celebró el 12 de marzo de 2008, en donde candidatos desfilaron en Traje de Baño (Iguales o Combinados), luego se seleccionaron a 10 candidatos que entraron al Top 10, luego desfilaron en Traje de Noche (a gusto del delegado) y seguido se seleccionó al top 5, en donde cada uno respondió una pregunta omitida por los jueces; al final del evento se anunció al ganador, convirtiéndose en el primer Mister Universo, el español Iván Cabrera Trigo.

## Iván Cabrera Trigo
Nació en Ginzo de Limia, España, el 13 de agosto de 1984, mide 1.90 metros y pesa 82 kilos, es diplomado en enfermería y bombero de profesión, Posterior a ganar este importante título desfiló en la Semana de la Moda de Nueva York y después en Miami. Fue la imagen de El Corte Inglés o el diseñador Ramón Sanjurjo y ha participado en diferentes pasarelas a nivel internacional, asegura que participar de esta experiencia le abrió muchas puertas en el mundo de la moda y aportó a su vida un crecimiento en este ámbito.

## Resultados
Posiciones
| Resultado Final      | Delegado |
| -------------------- | --- |
| Míster Universo 2008 | - España - Iván Cabrera |
| 1.er Finalista       | - Alemania - Philipp Holl |
| 2.º Finalista        | - Estados Unidos - Steve Otis |
| 3.er Finalista       | - Italia - Antonio Savarese |
| 4.° Finalista        | - Panamá - Patrick Cobbett |
| Top 10               | - Costa Rica - Anthony Quiróz - República Dominicana - Anderson Mendoza - Ecuador - Gino Rivera - India - Kiran Gill - Venezuela - Julio Sánchez |

### Premiaciones Especiales
| Premiaciones Especiales | Candidato                    |
| ----------------------- | ---------------------------- |
| Mister Elegancia        | - Alemania - Philipp Holl    |
| Mister Fotogenico       | - Panamá - Patrick Cobbett   |
| Mister Popularidad      | - Venezuela — Julio Sánchez  |
| Mejor Cuerpo            | - Taiwan — Hung Ci Fong      |
| Mejor Traje Nacional    | - Isla Saona — Edwin Ramíres |

## Candidatos
(En la tabla se utiliza su nombre completo, los sobrenombres van entrecomillados y los apellidos utilizados como nombre artístico, entre paréntesis; fuera de ella se utilizan sus nombres "artísticos" o simplificados):
| País                 | Candidato                       | Edad | Estatura | Residencia          |
| -------------------- | ------------------------------- | ---- | -------- | ------------------- |
| Alemania             | Philipp Holl                    | 21   | 1.88     | Hockenheim          |
| Bonaire              | Alfredo Ledezma                 | 21   | 1.88     | Kralendijk          |
| Brasil               | Cléber Ferreira                 | 27   | 1.80     | Paraná · Curitiba   |
| Colombia             | Hugo Villegas                   | 22   | 1.86     | Bogotá              |
| Costa Rica           | Anthony Get Quiroz              | 23   | 1.84     | San Jose            |
| República Dominicana | Anderson Mendoza                | 25   | 1.89     | Santo Domingo       |
| Ecuador              | Gino Rivera                     | 23   | 1.80     | Guayaquil           |
| Estados Unidos       | Steve Otis                      | 21   | 1.83     | Nueva York          |
| España               | Iván Cabrera Trigo              | 23   | 1.90     | Ginzo de Limia      |
| Francia              | Amaury Lebrun                   | 24   | 1.88     | Marseille           |
| Guatemala            | Omar Luna                       | 21   | 1.88     | Ciudad de Guatemala |
| Honduras             | Carlos Roberto Martínez Aguilar | 23   | 1.80     | San Pedro Sula      |
| India                | Kiran Gill                      | 25   | 1.85     | Nueva Delhi         |
| Isla Margarita       | Francisco Ismael Diaz           | 25   | 1.86     | Margarita           |
| Isla San Andrés      | William Ríos                    | 23   | 1.78     | San Andrés          |
| Isla Saona           | Edwin Ramíres                   | 21   | 1.80     | La Altagracia       |
| Italia               | Antonio Savarese                | 27   | 1.90     | Nápoles             |
| México               | Alberto Jorge García            | 18   | 1.90     | Monterrey           |
| Panamá               | Patrick Cobbett                 | 25   | 1.80     | Ciudad de Panamá    |
| Taiwan               | Hung Ci Fong                    | 20   | 1.81     | Taipéi              |
| Venezuela            | Julio Sánchez-Vega Lugo         | 23   | 1.89     | Cojedes             |